# Тайєбабад
Тайєбабад (перс. طيب اباد) — село в Ірані, у дегестані Хоррам-Дашт, у бахші Камаре, шагрестані Хомейн остану Марказі. За даними перепису 2006 року, його населення становило 428 осіб, що проживали у складі 108 сімей.

## Клімат
Середня річна температура становить 11,01°C, середня максимальна – 30,11°C, а середня мінімальна – -11,30°C. Середня річна кількість опадів – 240 мм.
| Клімат поселення                              | Клімат поселення | Клімат поселення | Клімат поселення | Клімат поселення | Клімат поселення | Клімат поселення | Клімат поселення | Клімат поселення | Клімат поселення | Клімат поселення | Клімат поселення | Клімат поселення | Клімат поселення |
| Показник                                      | Січ.             | Лют.             | Бер.             | Квіт.            | Трав.            | Черв.            | Лип.             | Серп.            | Вер.             | Жовт.            | Лист.            | Груд.            |                  |
| Середній максимум, °C                         | 5,47             | 7,35             | 11,46            | 18,00            | 23,40            | 28,73            | 30,11            | 29,94            | 25,31            | 18,95            | 12,18            | 6,81             |                  |
| Середня температура, °C                       | −2,91            | −1,03            | 3,08             | 9,60             | 15,02            | 20,34            | 24,24            | 24,08            | 19,43            | 13,09            | 6,29             | 0,92             |                  |
| Середній мінімум, °C                          | −11,3            | −9,42            | −5,31            | 1,21             | 6,63             | 11,95            | 18,36            | 18,19            | 13,54            | 7,20             | 0,40             | −4,95            |                  |
| Норма опадів, мм                              | 38               | 37               | 45               | 30               | 22               | 3                | 2                | 1                | 0                | 7                | 22               | 33               |                  |
| Середньомісячна швидкість вітру, м/с          | 1.28             | 2.11             | 2.95             | 2.74             | 2.55             | 2.36             | 2.24             | 2.13             | 2.14             | 2.05             | 1.81             | 1.71             |                  |
| Середньомісячна сонячна радіація, кДж/м²·день | 9687             | 12821            | 15380            | 18694            | 22563            | 26795            | 25803            | 24377            | 21536            | 16109            | 11417            | 9255             |                  |
| --------------------------------------------- | ---------------- | ---------------- | ---------------- | ---------------- | ---------------- | ---------------- | ---------------- | ---------------- | ---------------- | ---------------- | ---------------- | ---------------- | ---------------- |
| Джерело:                                      |                  |                  |                  |                  |                  |                  |                  |                  |                  |                  |                  |                  |                  |